# 苏享茂自杀事件
苏享茂自殺事件是中華人民共和國一起因婚姻糾紛而引起的自殺事件。2017年9月7日，WePhone創始人苏享茂在北京市海淀区西二旗的家中跳楼自杀。据苏享茂和亲友描述，因苏享茂被前妻翟欣欣的巨额离婚索求致使苏公司资金链断裂，最终导致苏享茂自杀。此事件也引发了网民和媒体对于世纪佳缘等婚恋、交友网站的质疑。

## 背景
苏享茂（1981年1月19日—2017年9月7日），是一名软件开发者和商人，農曆庚申年十二月十四出生于福建农村，毕业于北京邮电大学，哥哥蘇享龍；曾在百度做过两三年工程师。离职后，苏享茂独自开发了以提供通讯服务为主的手机应用程序——WePhone。2017年3月，苏享茂在婚恋交友网站世纪佳缘上结识了前妻翟欣欣。6月，两人完成婚姻登记手续，一个月后签订离婚协议。
其妻子翟欣欣1986年11月13日出生於山東省泰安市，她的父母翟所业、刘克勤和舅舅刘克俭，都是高校教授。2005年考入山東科技大學土木建築工程學院；2009年9月獲工學學士學位；2009年9月考入北京交通大學土木建築工程學院攻讀結構工程碩士研究生；2011年5月至2012年4月曾工作於北京房地产科学与技术研究所；
据媒体报道，從第二任丈夫蘇享茂遺書披露的時間看，蘇享茂與翟欣欣二人2017年3月30日在世纪佳缘上结识見面，4月1日女方展示別墅和特斯拉照片，說願意為蘇享茂生寶寶，年內結婚；2017年6月7日結婚，7月18日離婚，婚姻僅僅維持了42天。蘇享茂结婚前后為翟欣欣購買房與車等物品共計支出1100至1300多萬。

## 苏享茂自杀
2017年9月6日，苏享茂在Google+发帖，称自己被前妻所逼打算自殺，並附上前妻個人信息，又稱WePhone以后将停止运营。
9月7号凌晨，苏享茂又在自己研发的产品WePhone推送了一条“公司法人被毒妻翟某害死，WePhone即将停止运营”的消息后，从北京家中跳楼自杀。他在“遗书”中称自己不堪女方威胁并索要1000万元和房产，而且女方在恋爱时隐瞒了自己的婚史。

## 反响
9月10日，世纪佳缘声明称，苏享茂及前妻翟欣欣系世纪佳缘会员，并完成实名认证。
2019年6月4日晚间，有网友称，“程序员苏享茂被逼死”事件的主人公翟欣欣疑似在世纪佳缘再次出现，头像使用的翟欣欣的照片，认证信息为30岁、未婚、来自美国加利福尼亚。对此，百合佳缘CEO吴琳光在微博回应称，账号已经拉黑，头像也会被拉黑，没法给这位女士提供服务。世纪佳缘客服也表示，该账号已被加入到网站黑名单。

### 苏享茂方
据澎湃新闻报道，王宝强离婚案代理律师张起淮、余婧已经于9月15日同苏享茂家属签约接手苏享茂自杀案，担任苏方代理律师。

### 翟欣欣方
翟方否认了苏享茂被威胁的说法，并称1000万是双方离婚时共同达成的协议。翟欣欣的母亲委托接受采访的知情人向媒体表示翟家人对苏享茂的去世深表悲痛。称翟欣欣在得知苏享茂自杀后，非常悲痛，“根本没想到苏会自杀，这几天不吃不喝，谁也不见”。9月18日，代理翟欣欣方的北京市盈科律师事务所律师易胜华微博发表声明，将追究进行“人肉搜索”的网友责任。

## 司法进度
2017年10月10日，媒体从易胜华处获悉，事发1个多月后，仍没有收到法院立案的消息。
2018年4月20日，苏享茂方代理律师张起淮、余婧，及苏享茂家属向北京市朝阳区人民法院递交了民事起诉书。苏享茂代理人以三个案由向法院递交了民事起诉书及其他相关材料。知情人士称，三个案由均为民事案件，被告都是翟欣欣，原告为苏享茂家属。
2020年12月15日，苏享茂哥哥苏享龙在个人微博称苏享茂方对翟欣欣提起的民事诉讼将于2020年12月21日在朝阳法院民一庭开庭审理。12月22日，苏享龙再发个人微博称，12月21日，对翟欣欣提起的民事诉讼在北京市朝阳区法院开庭审理，庭审历时6个半小时，未当庭宣判。
2023年3月31日，北京市朝阳区人民法院一审判决翟欣欣退还苏享茂家属现金、汽车共近千万以及撤销翟欣欣海南、北京两套房产的个人所有权。4月7日，苏享茂姐姐苏雅凤表示，认同民事诉讼的判决结果。不過翟欣欣不服，她在新浪微博上表示，自己曾为挽回感情付出努力，而最终自己是因苏享茂不爱国而选择离婚。
2023年6月9日，苏享茂的哥哥苏享龙通过个人微博称，“翟欣欣已被逮捕，羁押在看守所。”苏享龙提供的加盖北京海淀区公安局公章的立案通知书显示，翟欣欣敲诈勒索一案，该局认为符合立案条件，现立案侦查。
2023年8月8日，苏享茂的哥哥苏享龙再次发文称，二审法官已经到看守所见到了翟欣欣，翟欣欣通過法官向苏享龙及其家人表示自己對苏享茂是有感情，而且自己想要让苏享茂的父母安度晚年，於是提出调解，希望补偿蘇家人。不過苏享龙表示自己已于8月7日在线上法庭做了不同意调解的笔录。
2024年3月7日，苏享龙发微博称翟欣欣涉嫌敲诈勒索一案已移送法院。
2025年1月21日，案件在北京市海淀区人民法院山后人民法庭开庭，判决日期未定。

## 影響
- 《全網公敵》的第一章「程序員之死」有參照該事件
- 电视剧《我们的婚姻》中的两个角色黄鲸和佘甜甜的原型分别为苏享茂和翟欣欣
- 電子遊戲《情感反詐模擬器》中的角色陳欣欣原型為翟欣欣